# 銀魣
銀魣為輻鰭魚綱鱸形目鯖亞目金梭魚科的其中一種，分布於東太平洋區，從美國阿拉斯加至墨西哥加利福尼亞半島海域，棲息深度可達18公尺，體長可達145公分，棲息在沿海，會進入海灣，屬肉食性，以魚類為食，可做為食用魚及遊釣魚，具利齒，易造成創傷。